# جام خیریه انگلستان ۱۹۸۰
 جام خیریه انگلستان ۱۹۸۰ ، ۵۸امین رقابت سالانه مابین قهرمانان لیگ دسته اول فوتبال انگلستان و جام حذفی فوتبال انگلستان است.
این مسابقه در تاریخ ۹ آگوست ۱۹۸۰ مابین تیم‌های لیورپول و وستهام یونایتد در ورزشگاه ومبلی لندن برگزار شده‌است.
تیم لیورپول در این مسابقه با نتیجه یک بر صفر به پیروزی رسید.

## جزئیات مسابقه
| لیورپول | ۱ – ۰ | وستهام یونایتد |
| ------- | ----- | -------------- |
| مک‌درموت |       |                |